# Asociación Deportiva Municipal Puntarenas
L'Asociación Deportiva Municipal Puntarenas era una società calcistica costaricana che militava nella Primera División de ANAFA, la terza divisione del campionato costaricano di calcio.

## Storia
Il Municipal Puntarenas fu fondato nel 1952, giocò nella Liga de Ascenso fino al 1963, quando, nonostante la non vittoria del campionato in quell'occasione, fu comunque promosso in Primera División dove rimase per 9 stagioni. Nel 1973 tornò nella Liga de Ascenso e tre anni più tardi ottenne la promozione per mano dell'allenatore Juan Colecchio. Nella massima divisione si mantenne per 24 stagioni.
Il Puntarenas ottenne il secondo posto in Primera División nel 1978, 1982, e 1983, ed il campionato nel 1986.
Dal 2001 il quadro chuchequero militò nella Liga de Ascenso, nella stagione 2002-2003 disputò la liguilla per evitare la retrocessione contro il Municipal Santa Ana. In Pavas i porteños pareggiarono per 2 a 2, mentre nel Lito Pérez vinsero per 3 a 2, pertanto, furono i santanecos che discesero nella divisione di ANAFA.
Nella stagione seguente i porteños si ubicarono al secondo posto perdendo la finale contro il Belén.

### Violazione dell'articolo 111[2]
Il martedì 17 febbraio 2009 il Comité de Competición (Comitato di Competizione) condannò il Municipal Puntarenas a discendere al calcio amatoriale per aver violato in tre occasioni il regolamento della seconda categoria, infrazione che comporta l'applicazione dell'articolo 111.
La prima fu per non aver pagato in tempo una multa, la seconda quando chiese di programmare una partita in notturna, ma nel proprio stadio, il Miguel "Lito" Pérez di Puntarenas, non vi era fluido elettrico. La terza fu la domenica 8 febbraio del 2009, quando schierò il giocatore Diego Serrano ancora iscritto col Puntarenas FC, squadra di Primera División.
Il regolamento della Segunda División indica che quando ad una squadra viene applicato tre volte l'articolo 111, essa scende automaticamente nella categoria inferiore, in questo caso, l'Asociación Nacional de Fútbol Aficionado (ANAFA).

## Palmarès

### Competizioni nazionali
- Segunda División de Costa Rica: 2

1975-1976, 1996-1997